# Busktangara
För fågelarten Chlorospingus flavopectus, se glasögonbusksparv.
Busktangara (Cnemoscopus rubrirostris) är en fågel i familjen tangaror inom ordningen tättingar.

## Utseende
Busktangaran är en unik tangara med skär näbb, skära ben, grått huvud och beteendet att ideligen vippa på stjärten. I övrigt är den olivgrön ovan och gul på buken. I Peru är ben och näbb gråfärgade.

## Utbredning och systematik
Busktangaran förekommer i Anderna i Sydamerika. Den delas in i två underarter med följande utbredning:
- Cnemoscopus rubrirostris rubrirostris – förekommer från Colombia till sydvästra Venezuela (Táchira) och östra Ecuador
- Cnemoscopus rubrirostris chrysogaster – förekommer i Peru (Amazonas till Cordillera Vilcabamba i Cuzco)

Sedan 2016 urskiljer Birdlife International och naturvårdsunionen IUCN chrysogaster som den egna arten "guldbukig busktangara". 

## Levnadssätt
Busktangaran hittas i bergsskogar på mellan 2100 och 3000 meters höjd. Där ses par eller smågrupper födosöka i skogens mellersta och övre skikt, ofta som en del av artblandade flockar.

## Status
IUCN bedömer hotstatus för underarterna (eller arterna) var för sig, båda som livskraftiga.